# Дубецко (гмина)
Дубецко (пол. Dubiecko) — городско-сельская гмина (волость) в Польше, входит как административная единица в Перемышльский повет, Подкарпатское воеводство. Население — 9521 человек (на 2004 год). Административный центр — город Дубецко.

## Демография
| Перепись                       | Всего   | Всего | Женщины | Женщины | Мужчины | Мужчины |
| ------------------------------ | ------- | ----- | ------- | ------- | ------- | ------- |
| Единицы                        | человек | %     | человек | %       | человек | %       |
| Население                      | 9521    | 100   | 4785    | 50,3    | 4736    | 49,7    |
| Плотность населения (чел./км²) | 61,7    | 61,7  | 31      | 31      | 30,7    | 30,7    |

## Сельские округа
1. Пшедмесце-Дубецке
2. Ненадова
3. Хуциско-Ненадовске
4. Бахужец
5. Дрохобычка
6. Коштова
7. Винне-Подбуковина
8. Слонне
9. Выбжеже
10. Сливница
11. Сельница
12. Лончки
13. Искань
14. Тарнавка
15. Пёнткова
16. Залазек-Пёнтковски

## Соседние гмины
1. Гмина Бирча
2. Гмина Дынув
3. Гмина Яворник-Польски
4. Гмина Каньчуга
5. Гмина Кшивча
6. Гмина Прухник